# Carlo Re Dionigi
Carlo Re Dionigi, soprannominato Magnan (Legnano, 2 novembre 1921 – ...), è stato un calciatore italiano, di ruolo attaccante.

## Carriera
Cresciuto nel Legnano dove ha esordito nel 1939, nel 1942-1943 ha giocato in Serie B con il Brescia con 21 presenze e 9 reti, esordendo l'11 ottobre 1942 in Pro Patria-Brescia (0-0), realizzò una doppietta il 9 maggio 1943 nella partita Brescia-Anconitana (4-0).
È rientrato al Legnano per due stagioni nel 1943-44 e nel Torneo Benefico Lombardo, poi ha giocato due anni in Liguria con la Sanremese e con il Savona, prima di chiudere la sua carriera a Crema.